# Шикирли Китай
Вижте пояснителната страница за други значения на Суворово.
Шикирли Китай, Шекерли Китай или Суворово (на украински: Суворове) е селище от градски тип в Южна Украйна, Измаилски район на Одеска област. Заема площ от 5,53 км2.

## География
Шикирли Китай е разположено в равнинен район, на северозападния бряг на езерото Катлабух, на 36 километра северозападно от Измаил.

## История

### В Русия 1819-1857
Днешното село Шикирли Китай е основано през 1819 година от преселници от българските земи на юг от Дунава, но се приема, че такива заселници в Шикирли Китай е имало и по-рано. Самото име на селото е топоним, останал от ногайските пастири, изселени към 1807-1809 година. Според професор Николай Русев първите български жители на селото пристигат в Шикирли Китай по време на Руско-турската война 1787-1791 г. Въз основа на диалектоложки и фолклорни данни се смята, че тези заселници произхождат от долината на река Тунджа.
В Указ на руския император Александър І от 29 декември 1819 година, регламентиращ статута на българските колонии, Шикирлы Китай е посочено като селище в Измаилски окръг. Църквата в селото, „Св. св. Константин и Елена“ е изградена през 1821 година. През 1835 година в Шикирликитай са регистрирани 110 семейства с 631 жители (339 мъже и 292 жени). 14 от семействата (74 души) са нови преселници, установили се в селото след Руско-турската война от 1828-1829 г.
В 1852 година Шикирликитай, което е част от Горнобуджакския окръг, наброява 1042 жители.

### В Молдова (Румъния) 1857-1878
Според Парижкия мирен договор от 1856 година южната част на Бесарабия, включително Шикирли Китай, е включена в състава на Молдовското княжество (от 1861 г. – Румъния). Новата граница е прокарана в началото на 1857 година.
В 1858 година молдовските власти разрешават да се открие в селото начално българско училище, в което до 1863 година преподава Никола Козлев, следван от Тодор Божилов (Бужилов) (1863-1866), Иван Караджа (1866-1869), Йон Ушурел (1869-1870), Христо Брусалийски (1870-1871) от Болград, Васил Титов (1871-1872), Иван Плакунов от Болград (1872-1878), Василиса Фитова (1871-1878). От учебната 1868-1869 година румънските власти полагат усилия за румънизация на училището и за измествате на българския език. През 1869 година българският учител преподава само по два часа дневно. Според статистика, изготвена от просветните власти, през 1869 година селото има 177 семейства, едно училище с 48 ученици - момчета. През 1871 година в Шикирликитай функционира и девическо училище, основано и издържано от местната община. През учебната 1872/1873 година броят на учениците в селото е  93 - 70 момчета и 23 момичета.
През 1861-1862 година жители на Шикирли Китай се включват в преселническото движение на бесарабските българи от Румъния в Русия и основават едноименно село в Таврия, по-късно преименувано на Софиевка.

### В Русия 1878-1918
В периода 1878-1918 година селото отново е в пределите на Русия. В началото на ХХ век Шикирликитай има 432 къщи и 2932 жители, притежаващи 8766 десетини земя.

### В Кралство Румъния
През 1918-1940 и 1941-1944 година Шикирли Китай е в границите на Кралство Румъния. Според преброяването от 1930 година общият брой на жителите е 4267 души, от които 4095 българи (95,97%), 78 румънци (1,83%), 27 руснаци (0,63%), 26 поляци, 6 гагаузи, 5 гърци, 3 евреи и 1 сърбин.
През 1941-1944 година, по време на румънското управление на Бесарабия през Втората световна война година селото е преименувано на Крал Михай І (Regele Mihai I).

### В СССР 1940-1991
От края на юни 1940 до юни 1991 година Шикирли Китай е в състава на Съветския съюз. През януари 1941 година е създаден първият колхоз – „А. В. Суворов“. През същата година селото е преименувано на Суворово и е определно за център на район – функция, която изпълнява до 1959 година. През 1941 година съветската власт провежда първите изселвания на „експлоататори“, които засягат 11 по-състоятелни семейства.
От 1944 до 1991 година Суворово отново е част от СССР. В годините след 1944 година е завършена колективизацията, изселени са някои местни жители. В 1944 година е създаден Суворовският районен индустриален комбинат, в който функционират варов и тухлен цех, ковачница за изработка и ремонт на метални изделия за населението. През следващата година са открити химичен, дърводелски цех за производство на мебели, както и цех за металообработване, който обслужва селското стопанство и произвежда стоки за широка употреба. В 1946 година в комбината работят 51 души, а през 1952 - 132. Пред 1952 година е въведен в експлоатация завод за керемиди, в който за една година са произведени 4049 бр. керемиди. През 1944 година е поставено началото на производство на обувки, а през 1947 година - на текстилно производство.
През 1959 година Суворският район е премахнат и селото е включено в състава на Измаилски район. В 1961 година Суворово получава статут на селище от градски тип.

### В Украйна
От 1991 година Суворово е в състава на независима Украйна, в която е преименувано на Суворове.

## Население
Населението му възлиза на 4835 души (2001). Гъстотата е 874 души/км2. По-голяма част от жителите са българи.
Демографско развитие:
- 1852 – 1042 души[5]
- 1930 – 4267 души;
- 1970 – 6400 души;
- 2001 – 4835 души.

### Езици
Численост и дял на населението по роден език, според преброяването на населението през 2001 г.:
| Роден език | Численост | Дял (в %) |
| Общо       | 4835      | 100.00    |
| Български  | 3435      | 71.04     |
| Руски      | 747       | 15.44     |
| Украински  | 383       | 7.92      |
| Молдовски  | 173       | 3.57      |
| Цигански   | 47        | 0.97      |
| Гагаузки   | 22        | 0.45      |
| Беларуски  | 13        | 0.26      |
| Немски     | 1         | 0.02      |
| Румънски   | 1         | 0.02      |
| Други      | 13        | 0.26      |

## Личности
- Николай Русев – историк